# Kuchnia hinduska
Kuchnia hinduska – kuchnia wyznawców hinduizmu. 

## Historia
Liczne przekazy historyczne nie pozostawiają wątpliwości, że w starożytności w Indiach spożywano niekiedy mięso.
Hymny Rygwedy, najstarsze na świecie teksty religijne przekazywane ustnie z pokolenia na pokolenie mówią, że podstawą wyżywienia najeźdźców aryjskich była mąka jęczmienna, ryż i inne zboża, owoce, mięso kóz, owiec, krów, jeleni, bawołów, biały ser i inne produkty mleczne.
Agni aryjski bóg ognia nazywany był również „zjadaczem wołów i krów” (Rygweda VIII,43,11).
W hymnach bramińskiej Atharwawedy nakłaniano wiernych do „bicia wołu i krowy nie dla zaspokojenia głodu, lecz dla uciechy w jedzeniu”. Bóg Indra przepadał za mięsem wołów. W IV w. p.n.e. spożycie mięsa wołowego było tak duże, że powodowało masowy ubój krów. 
Mahabharata – sanskrycka epopeja – opowiada o starożytnym królu Rantidewie, który kazał zabijać 2000 krów dziennie na potrzeby królewskiego dworu. Zapewnił on sobie sławę rozdając biedocie przyrządzone mięsa i ryby. 
Rama – bohater drugiej wielkiej epopei indyjskiej, Ramajany – był ideałem króla, odważnym wojownikiem i dobrym myśliwym. Królowie indyjscy, będący w zasadzie wegetarianami, chcąc upodobnić się do tego wielkiego bohatera opiewanego w Ramajanie, przyjęli zwyczaje „mięsożernej” kasty wojowników – kszatrijów. 
Tradycja hinduska podaje, że bóg Kryszna wychował się wśród pastuchów krów, zajadał się serem i masłem. 
Bóg Śiwa, czczony przez jogów, podróżował (wahana) na białym byku Nandi uważanym za symbol umysłu. Wszystko to świadczy o tym, że zabijanie krów i spożywanie mięsa było obce tradycjom i wierzeniom religijnym Indusów. 
Zmiany zaczęły następować za panowania cesarza Asioki (ok.269-232 p.n.e.). Ten wyznawca buddyzmu i protektor innych wyznań nieortodoksyjnych (dżinizmu, adżiwików) zakazał masowego uboju na potrzeby dworu. Pod koniec swego panowania wydał dekret zabraniający zabijania krów. Dekret Asioki, poparty przez mnichów buddyjskich i dżinijskich oraz część braminów, szybko znalazł zrozumienie wiernych. Do utrwalenia zasady nietykalności krów przyczyniła się doktryna ahinsy, która była przeciwna zadawaniu gwałtu ludziom i zwierzętom. Wraz z upowszechnieniem się doktryny ahinsy rósł nacisk na rządzącą ortodoksją kastę braminów, aby zaniechali spożywania mięsa i ryb. W końcu przymus zmienił się w nakaz, a zadawanie bólu krowie lub namawianie innej osobie do tego czynu zaczęto karać śmiercią. Mimo tego, jak wynika z przekazów, duża część Hindusów nadal spożywa mięso i ryby.

## Zasady żywieniowe

### Trzy guny
W zależności od działania na umysł bądź ciało człowieka prawidłowo skomponowane jedzenie zawiera w sobie trzy elementy, nazywane ogólnie gunami (skt. jakość, nić, cecha). Niektóre produkty żywnościowe mogą być z łatwością sklasyfikowane według tych cech:
- sattwa – cecha harmonii i cnoty ducha. Uważa się, że oddziałuje przede wszystkim na duchowość. Do żywności takiej zaliczane są głównie zboża, warzywa, inne rośliny, które rośną i rozwijają się na wolnym powietrzu oraz nabiał. Stałe prowadzenie diety opartej na sattwie, polecane wedle nauk jogicznych, prowadzi do umysłowego oczyszczenia, a w skrajnych przypadkach do stanu doskonałej bezstronności.
- radźas – cecha aktywności i namiętności. Zalicza się do nich zatem wszelkie używki i napoje o działaniu pobudzającym, w tym kawę, herbatę, czekoladę a nawet coca-colę, ze względu na zawartą w niej kofeinę. W tej grupie znajduje się także większość indyjskich przypraw oraz sól. Papryki chilli zawierają w przewadze radźas.
- tamas – cecha bezwładności i tępoty. Warzywa korzeniowe starożytni zaliczali do tamasowych, ponieważ rosną one w ziemi i w ciemności.

### Wpływ na charakter
Hinduistyczny tekst religijny Bhagawadgita łączy cechy osobowe człowieka z cechami żywności. 
- I tak, ludzie posiadający cechy satwa, chętnie spożywają potrawy oleiste, odżywcze i przyjemne w smaku, przedłużające życie, wpływające na zwiększenie energii, poprawę zdrowia oraz pozwalające na utrzymanie radości i pogody ducha.
- Osoby mające cechy radźas preferują pożywienie o tych samych cechach, a więc gorzkie, kwaśne, pikantno-ostre lub suche i palące. Takie pożywienie doprowadza człowieka do bólu, smutku i chorób.
- Ludzie o cechach tamasowych wybierają pożywienie nieświeże, bez smaku, często nadpsute będące pozostałością z innego posiłku. Są to głównie potrawy, które straciły swą wartość odżywczą na skutek nieprawidłowego przyrządzania lub błędnego przygotowania.

### Czystość i równowaga
W epopei Mahabharata, w tekście Śanti Parwa, jako jedną z dziesięciu podstawowych zasad żywienia wymienia się konieczność przestrzegania czystości produktów żywnościowych i napojów. 
Każdy posiłek musi być tak zaplanowany, aby wszystkie potrawy harmonizowały ze sobą. Dania, które zawierają dużo przypraw lub są bardzo kwaśne, muszą być, dla zachowania harmonii, zrównoważone potrawami o smaku łagodnym. Posiłek, po którym występuje poczucie ociężałości i senności napełnił jedzącego cechą tamasową. Potrawy należące do radźasowych są bardzo ostre, pikantne i nadmiernie pobudzają system trawienny i nerwowy.

### Nastrój
W Indiach wyznawcy doktryny ahinsa wierzą głęboko, że oszczędzanie życia wszystkich żyjących organizmów jest cnotą, która powinna być wszechobecna. Dla niektórych przygotowanie pożywienia przy ścisłym przestrzeganiu zasady ahinsa stwarza filozoficzny lub religijny problem. Jednakże żywność i spożywanie jej jest darem boskim. Przygotowanie jadła 
i jego spożycie musi wiec odbywać się z należytą czcią i radością. 

### Weganizm
Większość adeptów jogi przechodzi przeważnie na dietę warzywno – owocową, ponieważ organizm łatwiej trawi te produkty niż mięso. Ponadto wierzą oni, iż żywiąc się warzywami i owocami szybciej uzyskają wewnętrzny spokój i wyzwolenie. Jednakże w wielu starożytnych przekazach znajdujemy ostrzeżenia przed zbytnią wiarą w to, że tylko zmieniając dietę osiągnąć można zmianę świadomości. Świętobliwi mędrcy przez całe wieki wskazywali, że ślepe trzymanie się praw i nakazów bez ich zrozumienia jest bezowocne. Nawet Śiwa strofował ludzi niewolniczo trzymających się rytuałów żywieniowych. Udowodnił on, że gdyby istniała możliwość zbawienia tylko przez jedzenie trawy, to osły osiągnęłyby natychmiast wyzwolenie.

### Ilość
Ludowe powiedzenie mówi „zapełnij swój żołądek do ¾, a ¼ pozostaw dla Pana”. To mądre powiedzenie zachęca do kontroli pożywienia, tak aby ilość jedzenia pozwalała na prawidłową pracę systemu trawiennego, przy czym Indusi jedzą na ogół tylko te potrawy, które są przyrządzane w dniu podania. 

## Zasady kuchenne
Tradycyjny hinduski sposób przyrządzania potraw skłania do rozwijania wiedzy kulinarnej, która oparta jest w większym stopniu na instynkcie kulinarnym i wyczuciu niż na sztywnych recepturach. Potrawy kuchni hinduskiej należy przygotowywać z przyjemnością, nie bać się eksperymentów i pozwalać, aby intuicja prowadziła nas do nowych odkryć i doznań smakowych.
Według wierzeń hinduskich żywność jest darem bożym, tak więc cały proces przygotowania posiłków wymaga należytego szacunku i powagi. Kucharz przed przystąpieniem do przyrządzania potraw powinien posprzątać kuchnię 
i wyczyścić sprzęty kuchenne oraz wykąpać się i założyć czyste ubranie. Wszystkie produkty przed przystąpieniem do ich obróbki powinny być dokładnie umyte. W kuchni hinduskiej nie ma zwyczaju próbowania potraw podczas ich przyrządzania. Kucharz w praktyce dochodzi do stosowania odpowiednich porcji przypraw i składników, odpowiadających domownikom.

## Smaki
Tradycyjna indyjska medycyna, nazywana ajurwedą podaje klasyfikację smaków opartą na budowie materii wszechświata według ortodoksyjnej filozofii sankhja.

## Podstawowe składniki potraw
Ghi

Sklarowane masło jest tradycyjnym tłuszczem używanym do smażenia w kuchni indyjskiej. Tradycja ta trwa od czasów starożytnych, kiedy takie masło było znane pod nazwą sanskrycką ghi. Można zastąpić je dobrym olejem jadalnym. Ghi otrzymuje się przez podgrzewanie masła na bardzo małym ogniu przez godzinę, następnie przecedza się je przez gazę, przechowuje w lodówce. Masło takie wytrzymuje bardzo wysokie temperatury, przeto jest zdrowsze niż świeże masło używane do przyrządzania smażonych lub duszonych potraw.
Khoya

Świeże pełnotłuste mleko gotowane w rondlu o grubym dnie przez godzinę do zgęstnienia, często mieszane. Używane do przyrządzania wielu słodkich dań. Można je zastąpić przez wymieszanie 4 części pełnotłustego mleka w proszku z 3 częściami gorącej wody.
Dahi

Zsiadłe tłuste mleko bawole. Naturalny jogurt lub śmietana może zastąpić dahi. Stosuje się w przyrządzaniu potraw i raita oraz napojów.
Chenna

Twaróg (biały ser) wytwarzany ze zsiadłego mleka bawolego. Po wyciśnięciu serwatki otrzymuje się suchy ser (panir), który smaży się z warzywami. Jeden i drugi ser używany jest do przyrządzania słodkich dań. Chennę można zastąpić serem sourage lub świeżym, mokrym twarogiem. Panir zastąpić można suchym twarogiem.
Ata

Mąka ze średnio zmielonej pszenicy, z której piecze się podpłomyki (chapati).
Besan

Mąka uzyskana przez zmielenie ciecierzycy (grochu włoskiego). Używana do przyrządzania warzyw w cieście i placków. Stosuje się w niektórych potrawach. Bogata w proteiny. Można zastąpić mączką z grochu (groch puree).
Mąka ryżowa

Używana w słodkich potrawach do zagęszczania, do placków i podpłomyków. Naleśniki (dosa) z mąki ryżowej z dodatkiem grochu 
są popularnym daniem śniadaniowym na południu Indii. Mąkę ryżową można zastąpić mąką ziemniaczaną.
Produkty kokosowe

Kokos stosuje się w zachodniej i południowej kuchni indyjskiej.
Mleczko kokosowe

Ważny dodatek w potrawach z południa. Otrzymuje się je przez wyciśnięcie soku z miąższu kokosa lub zalanie wiórków kokosowych gorącą wodą (niesłodzoną); po odciśnięciu na 30-60 min zmiksować, a następnie przecedzić przez gazę.
Wiórki kokosowe

Używane w potrawach słodkich i mięsnych.
Skórki z owoców cytrusowych

Ze  skórki pomarańczy lub cytryny należy zawsze skroić białą część, która jest bardzo gorzka.

## Przyprawy
Duszą sztuki kulinarnej Indii są zapachy. Znanych jest ponad 100 różnego rodzaju przypraw wzbogacających smak i wygląd potraw kuchni indyjskiej. Są potrawy, w których przyprawy są ledwie wyczuwalne. W niektórych potrawach używa się bogatych mieszanek przyprawowych, jednak wbrew obiegowym opiniom, tradycyjne potrawy indyjskie nigdy nie są nadmiernie przyprawione.
Indyjska sztuka aromatyzowania doprowadziła do tego, że na XVI-wiecznych dworach Wielkich Mogołów w jednym daniu wyczuć można było do dwunastu różnych zapachów i smaków.